# Dufauxia trichocera
Dufauxia trichocera är en skalbaggsart som beskrevs av Monné och Magno 1990. Dufauxia trichocera ingår i släktet Dufauxia och familjen långhorningar. Inga underarter finns listade i Catalogue of Life.